# Tournoi des Six Nations féminin 2024
Cet article traite de l'épreuve féminine. Pour la compétition masculine, voir Tournoi des Six Nations masculin 2024.
Pour un article plus général, voir Tournoi des Six Nations féminin.
Navigation
Tournoi féminin 2023 Tournoi féminin 2025
Le Tournoi des Six Nations féminin 2024 est une compétition de rugby à XV qui a lieu du 23 mars au 27 avril 2024. C'est la vingt-neuvième édition du Tournoi, une compétition annuelle de rugby à XV, et la vingt-troisième disputée par six équipes européennes : Angleterre, pays de Galles, Irlande, France, Écosse et Italie. Chacune de ces six nations affronte toutes les autres lors de cinq journées réparties sur cinq semaines, avec une pause avant la troisième journée.
Le tournoi est qualificatif pour le WXV 2024 et la Coupe du monde 2025 :
- les trois premiers sont qualifiés pour le WXV1, le quatrième et le cinquième jouent le WXV2 et le dernier dispute un barrage contre la nation championne d'Europe 2024 (le vainqueur du barrage joue le WXV2, le perdant joue le WXV3) ;
- l'équipe la mieux classée (hors Angleterre et France) est qualifiée pour la Coupe du monde 2025.

Les trois équipes qui ont en 2024 l'avantage de jouer un match de plus à domicile que les autres sont la France, le pays de Galles et l'Irlande.
Lors de la cinquième journée, les trois nations qui reçoivent ont battu leur record d'affluence.

## Calendriers des matchs

Nations participantes au Tournoi

Les heures sont données dans les fuseaux utilisés par le pays qui reçoit : WEST (UTC+1) dans les îles Britanniques et HAEC (UTC+2) en France et en Italie.
| Le 23 mars à 15 h 15 | Stade Marie-Marvingt, Le Mans  | France         | 38 - 17 | Irlande    |
| Le 23 mars à 17 h 45 | Cardiff Arms Park, Cardiff     | Pays de Galles | 18 - 20 | Écosse     |
| Le 24 mars à 16 h    | Stade Sergio-Lanfranchi, Parme | Italie         | 0 - 48  | Angleterre |

| Le 30 mars à 15 h 15 | Hive Stadium, Édimbourg      | Écosse     | 5 - 15  | France         |
| Le 30 mars à 17 h 45 | Ashton Gate Stadium, Bristol | Angleterre | 46 - 10 | Pays de Galles |
| Le 31 mars à 16 h    | RDS Arena, Dublin            | Irlande    | 21 - 27 | Italie         |

| Le 13 avril à 15 h 15                     | Hive Stadium, Édimbourg | Écosse  | 0 - 46  | Angleterre     |
| Le 13 avril à 17 h 45                     | Musgrave Park, Cork     | Irlande | 36 - 5  | Pays de Galles |
| Le 14 avril à 13 h 30 (Trophée Garibaldi) | Stade Jean Bouin, Paris | France  | 38 - 15 | Italie         |

| Le 20 avril à 15 h 15 | Stade de Twickenham, Londres   | Angleterre     | 88 - 10 | Irlande |
| Le 20 avril à 17 h 45 | Stade Sergio-Lanfranchi, Parme | Italie         | 10 - 17 | Écosse  |
| Le 21 avril à 16 h 15 | Cardiff Arms Park, Cardiff     | Pays de Galles | 0 - 40  | France  |

| Le 27 avril à 13 h 15 | Millennium Stadium, Cardiff   | Pays de Galles | 22 - 20 | Italie     |
| Le 27 avril à 15 h 30 | Kingspan Stadium, Belfast     | Irlande        | 15 - 12 | Écosse     |
| Le 27 avril à 17 h 45 | Stade Chaban-Delmas, Bordeaux | France         | 21 - 42 | Angleterre |

## Classement
| Rang | Équipe         | J | V | N | D | Em | Ee | Bo | Bd | Pm  | Pe  | Diff | Pts |
| ---- | -------------- | - | - | - | - | -- | -- | -- | -- | --- | --- | ---- | --- |
| 1    | Angleterre (T) | 5 | 5 | 0 | 0 | 44 | 5  | 5  | 0  | 270 | 41  | +229 | 28  |
| 2    | France         | 5 | 4 | 0 | 1 | 22 | 11 | 3  | 0  | 152 | 79  | +73  | 19  |
| 3    | Irlande        | 5 | 2 | 0 | 3 | 13 | 36 | 1  | 1  | 99  | 170 | -71  | 10  |
| 4    | Écosse         | 5 | 2 | 0 | 3 | 8  | 15 | 0  | 1  | 54  | 104 | -50  | 9   |
| 5    | Italie         | 5 | 1 | 0 | 4 | 10 | 23 | 1  | 2  | 72  | 146 | -74  | 7   |
| 6    | Pays de Galles | 5 | 1 | 0 | 4 | 7  | 24 | 0  | 1  | 55  | 162 | -107 | 5   |

|  | Vainqueur du tournoi       |
|  | T : Tenante du titre 2023. |

 Attribution des points de classement Pts : quatre points pour une victoire, deux points pour un match nul, zéro en cas de défaite, un point si au moins 4 essais marqués, un point en cas de défaite par 7 points d'écart ou moins, trois points en cas de Grand Chelem.
Règles de classement : 1. points ; 2. différence de points de match ; 3. nombre d'essais marqués ; 4. titre partagé.

## Actrices du Tournoi des Six Nations

### Joueuses

#### Angleterre
Le 11 mars 2024, le sélectionneur John Mitchell dévoile son groupe de trente-cinq joueuses sélectionnées pour la compétition. Marlie Packer est toujours la capitaine de l'équipe. Trois joueuses sont non-capées : Maddie Feaunati, Lizzie Hanlon et Vicky Laflin,.
| Entraîneur | Entraîneur             | John Mitchell                                                                   |
| Avants     | Pilier                 | Hannah Botterman, Mackenzie Carson, Kelsey Clifford, Maud Muir                  |
| Avants     | Talonneur              | Amy Cokayne, Lark Atkin-Davies, Lizzie Hanlon, Connie Powell                    |
| Avants     | Deuxième ligne         | Zoe Aldcroft, Rosie Galligan, Catherine O'Donnell, Morwenna Talling, Abbie Ward |
| Avants     | Troisième ligne aile   | Poppy Cleall, Alex Matthews, Marlie Packer , Maddie Feaunati                    |
| Avants     | Troisième ligne centre | Sarah Beckett, Sadia Kabeya                                                     |
| Arrières   | Demi de mêlée          | Natasha Hunt, Lucy Packer, Ella Wyrwas                                          |
| Arrières   | Demi d'ouverture       | Holly Aitchison, Zoe Harrison, Helena Rowland                                   |
| Arrières   | Centre                 | Sophie Bridger, Sydney Gregson, Tatyana Heard, Megan Jones, Emily Scarratt      |
| Arrières   | Ailier                 | Jessica Breach, Abby Dow, Vicky Laflin                                          |
| Arrières   | Arrière                | Ellie Kildunne, Emma Sing                                                       |

#### Écosse
Pour la compétition, le sélectionneur Bryan Easson convoque un premier groupe de trente-quatre joueuses afin de préparer celle-ci,.
Le 25 mars, il sélectionne Natasha Logan après la blessure de Sarah Bonar.
| Entraîneur | Entraîneur             | Bryan Easson                                                                                |
| Avants     | Pilier                 | Leah Bartlett, Christine Belisle, Elliann Clarke, Lisa Cockburn, Anne Young                 |
| Avants     | Talonneur              | Elis Martin, Lana Skeldon, Molly Wright                                                     |
| Avants     | Deuxième ligne         | Sarah Bonar , Eva Donaldson, Merryn Gunderson, Natasha Logan, Louise McMillan, Emma Wassell |
| Avants     | Troisième ligne aile   | Rachel Malcolm , Rachel McLachlan                                                           |
| Avants     | Troisième ligne centre | Evie Gallagher, Fiona McIntosh, Alex Stewart                                                |
| Arrières   | Demi de mêlée          | Leia Brebner-Holden, Caity Mattinson, Mairi McDonald                                        |
| Arrières   | Demi d'ouverture       | Helen Nelson, Nicole Flynn                                                                  |
| Arrières   | Centre                 | Beth Blacklock, Emma Orr, Meryl Smith, Lisa Thomson, Megan Varley                           |
| Arrières   | Ailier                 | Cieron Bell, Coreen Grant, Rhona Lloyd, Francesca McGhie                                    |
| Arrières   | Arrière                | Shona Campbell, Chloe Rollie                                                                |

#### France
Le 7 mars, l'encadrement français convoque un groupe de trente-deux joueuses pour la compétition.
Le 18 mars, la demi d'ouverture Caroline Drouin déclare forfait pour la compétition, elle est remplacée par Lilou Graciet. Rose Bernadou est également forfait et remplacée par Coco Lindelauf.
Le 4 avril, l'ailière Mélissande Llorens est sélectionnée dans le groupe ainsi que les trois septistes Anne-Cécile Ciofani, Joanna Grisez et Chloé Jacquet.
| Entraîneur | Entraîneur             | Gaëlle Mignot, David Ortiz                                                                                        |
| Avants     | Pilier                 | Rose Bernadou , Annaëlle Deshayes, Clara Joyeux, Assia Khalfaoui, Coco Lindelauf, Ambre Mwayembe, Chloé Vauclin   |
| Avants     | Talonneur              | Manon Bigot, Élisa Riffonneau, Agathe Sochat                                                                      |
| Avants     | Deuxième ligne         | Manae Feleu , Madoussou Fall, Kiara Zago                                                                          |
| Avants     | Troisième ligne aile   | Axelle Berthoumieu, Léa Champon, Charlotte Escudero, Gaëlle Hermet                                                |
| Avants     | Troisième ligne centre | Teani Feleu, Émeline Gros, Romane Ménager                                                                         |
| Arrières   | Demi de mêlée          | Océane Bordes, Pauline Bourdon-Sansus, Alexandra Chambon                                                          |
| Arrières   | Demi d'ouverture       | Caroline Drouin , Lilou Graciet, Lina Queyroi, Lina Tuy                                                           |
| Arrières   | Centre                 | Chloé Jacquet, Nassira Konde, Gabrielle Vernier                                                                   |
| Arrières   | Ailier                 | Kelly Arbey, Cyrielle Banet, Anne-Cécile Ciofani, Joanna Grisez, Mélissande Llorens, Marine Ménager, Suliana Sivi |
| Arrières   | Arrière                | Émilie Boulard, Morgane Bourgeois                                                                                 |

#### Pays de Galles
Le 6 mars, le sélectionneur gallois Ioan Cunningham (en) nomme son groupe de trente-sept joueuses retenues.
| Entraîneur | Entraîneur             | Ioan Cunningham (en)                                                                                             |
| Avants     | Pilier                 | Abbey Constable, Gwenllian Pyrs, Donna Rose, Jenni Scoble, Sisilia Tuipulotu                                     |
| Avants     | Talonneur              | Kelsey Jones, Carys Phillips, Molly Reardon                                                                      |
| Avants     | Deuxième ligne         | Gwen Crabb, Georgia Evans, Abbie Fleming, Natalia John                                                           |
| Avants     | Troisième ligne aile   | Alisha Joyce-Butchers, Alex Callender, Gwennan Hopkins, Bryonie King, Kate Williams                              |
| Avants     | Troisième ligne centre | Bethan Lewis, Shona Wakley                                                                                       |
| Arrières   | Demi de mêlée          | Keira Bevan, Megan Davies, Sian Jones                                                                            |
| Arrières   | Demi d'ouverture       | Lleucu George, Niamh Terry                                                                                       |
| Arrières   | Centre                 | Hannah Jones , Kerin Lake, Mollie Wilkinson                                                                      |
| Arrières   | Ailier                 | Hannah Bluck, Carys Cox, Courtney Keight, Jasmine Joyce-Butchers, Nel Metcalfe, Lisa Neumann, Catherine Richards |
| Arrières   | Arrière                | Jenny Hesketh, Kayleigh Powell, Amelia Tutt                                                                      |

#### Irlande
Le 19 février, le nouveau sélectionneur Scott Bemand dévoile son groupe de trente-cinq joueuses convoquées.
Pour la première journée, Hannah O'Connor (en) est sélectionnée.
Le 5 avril, Cliodhna Moloney est convoquée pour la première fois depuis 2021 en sélection nationale.
| Entraîneur | Entraîneur             | Scott Bemand                                                                                          |
| Avants     | Pilier                 | Megan Collis, Linda Djougang, Christy Haney, Sadhbh McGrath, Niamh O'Dowd, Andrea Stock               |
| Avants     | Talonneur              | Sarah Delaney (en), Neve Jones, Cliodhna Moloney                                                      |
| Avants     | Deuxième ligne         | Ruth Campbell, Eimear Corri (en), Samantha Monaghan , Hannah O'Connor (en), Fiona Tuite, Dorothy Wall |
| Avants     | Troisième ligne aile   | Shannon Ikahihifo (en), Edel McMahon , Grace Moore, Aoife Wafer                                       |
| Avants     | Troisième ligne centre | Claire Boles, Brittany Hogan                                                                          |
| Arrières   | Demi de mêlée          | Aoibheann Reilly, Molly Scuffil-McCabe                                                                |
| Arrières   | Demi d'ouverture       | Nicole Fowley, Dannah O'Brien                                                                         |
| Arrières   | Centre                 | Enya Breen, Aoife Dalton, Katie Heffernan (en), Eve Higgins                                           |
| Arrières   | Ailier                 | Natasja Behan, Katie Corrigan, Clare Gorman, Béibhinn Parsons, Chisom Ugwueru, Katie Whelan           |
| Arrières   | Arrière                | Méabh Deely, Lauren Delany                                                                            |

#### Italie
Le 11 mars, le sélectionneur italien convoque un groupe de trente joueuses pour la compétition.
Pour la quatrième journée, la jeune joueuse âgée de seulement dix-huit ans, Sara Mannini est convoquée.
| Entraîneur | Entraîneur             | Giovanni Raineri                                                                                               |
| Avants     | Pilier                 | Alice Cassaghi, Lucia Gai, Gaia Maris, Emanuela Stecca, Sara Seye, Silvia Turani                               |
| Avants     | Talonneur              | Laura Gurioli, Vittoria Vecchini                                                                               |
| Avants     | Deuxième ligne         | Giordana Duca, Valeria Fedrighi, Alessia Pilani, Sara Tounesi                                                  |
| Avants     | Troisième ligne aile   | Giada Franco, Alessandra Frangipani, Elisa Giordano, Isabella Locatelli, Francesca Sgorbini, Beatrice Veronese |
| Avants     | Troisième ligne centre | Ilaria Arrighetti, Giulia Cavina                                                                               |
| Arrières   | Demi de mêlée          | Sofia Stefan                                                                                                   |
| Arrières   | Demi d'ouverture       | Micol Cavina, Veronica Madia, Sara Mannini, Emma Stevanin                                                      |
| Arrières   | Centre                 | Beatrice Capomaggi, Beatrice Rigoni, Michela Sillari                                                           |
| Arrières   | Ailier                 | Alyssa D'Incà, Francesca Granzotto, Aura Muzzo                                                                 |
| Arrières   | Arrière                | Vittoria Ostuni Minuzzi                                                                                        |

### Arbitres
- Arbitres centrales :  Kat Roche,  Clara Munarini,  Aurélie Groizeleau,  Sara Cox,  Hollie Davidson,  Joy Neville,  Maggie Cogger-Orr,  Natarsha Ganley.
- Assistantes :  Maria Latos,  Adèle Robert,  Holly Wood,  Doriane Domenjo,  Mélissa Lebœuf,  Precious Pazani,  Maria Heitor,  Amber Stamp-Dunstan,  Chelsea Gillespie.
- Arbitres vidéo :  Quinton Immelman (en),  Leo Colgan,  Chris Assmus,  Dan Jones,  Matteo Liperini,  Andrew McMenemy (en),  Rachel Horton.

## Récompenses et statistiques individuelles

### Meilleure joueuse du Tournoi
Début mai 2024, quatre joueuses sont nommées pour la récompense de Meilleure joueuse du Tournoi des Six Nations : l'Anglaise Ellie Kildunne, la Française Romane Ménager, l'Irlandaise Aoife Wafer et l'Italienne Alyssa D'Incà.
Finalement, l'arrière anglaise Ellie Kildunne, qui a inscrit neuf essais en cinq matchs, remporte la récompense.

### Équipe-type de la compétition
Le 17 mai, l'équipe-type de la compétition est dévoilée. Elle contient notamment neuf Anglaises, deux Français, deux Irlandaises et deux Italiennes.
| Poste                  | Joueurs              | Joueurs              | Joueurs              | Joueurs              | Joueurs              | Joueurs              |
| ---------------------- | -------------------- | -------------------- | -------------------- | -------------------- | -------------------- | -------------------- |
| Arrière                | [15] Ellie Kildunne  | [15] Ellie Kildunne  | [15] Ellie Kildunne  | [15] Ellie Kildunne  | [15] Ellie Kildunne  | [15] Ellie Kildunne  |
| Trois quarts ailes     | [14] Alyssa D'Incà   | [14] Alyssa D'Incà   | [14] Alyssa D'Incà   | [11] Abby Dow        | [11] Abby Dow        | [11] Abby Dow        |
| Trois quarts centres   | [13] Megan Jones     | [13] Megan Jones     | [13] Megan Jones     | [12] Beatrice Rigoni | [12] Beatrice Rigoni | [12] Beatrice Rigoni |
| Charnière              | [10] Holly Aitchison | [10] Holly Aitchison | [10] Holly Aitchison | [9] Natasha Hunt     | [9] Natasha Hunt     | [9] Natasha Hunt     |
| Troisième ligne centre | [8] Romane Ménager   | [8] Romane Ménager   | [8] Romane Ménager   | [8] Romane Ménager   | [8] Romane Ménager   | [8] Romane Ménager   |
| Troisième ligne aile   | [7] Sadia Kabeya     | [7] Sadia Kabeya     | [7] Sadia Kabeya     | [6] Aoife Wafer      | [6] Aoife Wafer      | [6] Aoife Wafer      |
| Deuxième ligne         | [5] Zoe Aldcroft     | [5] Zoe Aldcroft     | [5] Zoe Aldcroft     | [4] Manae Feleu      | [4] Manae Feleu      | [4] Manae Feleu      |
| Piliers                | [3] Maud Muir        | [3] Maud Muir        | [3] Maud Muir        | [1] Hannah Botterman | [1] Hannah Botterman | [1] Hannah Botterman |
| Talonneur              | [2] Neve Jones       | [2] Neve Jones       | [2] Neve Jones       | [2] Neve Jones       | [2] Neve Jones       | [2] Neve Jones       |

### Meilleures réalisatrices
La meilleure réalisatrice du tournoi est l'arrière anglaise Ellie Kildunne, avec neuf essais inscrits.
| Rang | Joueuse         | Équipe         | Points | Essais | Transf. | Pén. | Drops |
| ---- | --------------- | -------------- | ------ | ------ | ------- | ---- | ----- |
| 1    | Ellie Kildunne  | Angleterre     | 45     | 9      | 0       | 0    | 0     |
| 2    | Holly Aitchison | Angleterre     | 42     | 0      | 21      | 0    | 0     |
| 3    | Lina Queyroi    | France         | 38     | 0      | 16      | 2    | 0     |
| 4    | Dannah O'Brien  | Irlande        | 27     | 0      | 9       | 3    | 0     |
| 5    | Abby Dow        | Angleterre     | 25     | 5      | 0       | 0    | 0     |
| 6    | Beatrice Rigoni | Italie         | 22     | 0      | 5       | 4    | 0     |
| 7    | Jessica Breach  | Angleterre     | 20     | 4      | 0       | 0    | 0     |
| 8    | Keira Bevan     | Pays de Galles | 18     | 1      | 2       | 3    | 0     |
| 9    | Cinq joueuses   | Cinq joueuses  | 15     | 3      | 0       | 0    | 0     |

### Meilleures marqueuses
Avec ses neuf essais, Ellie Kildunne est aussi la meilleure marqueuse du tournoi.
| Rang | Joueuse         | Équipe          | Essais |
| ---- | --------------- | --------------- | ------ |
| 1    | Ellie Kildunne  | Angleterre      | 9      |
| 2    | Abby Dow        | Angleterre      | 5      |
| 3    | Jessica Breach  | Angleterre      | 4      |
| 4    | Marlie Packer   | Angleterre      | 3      |
| 4    | Megan Jones     | Angleterre      | 3      |
| 4    | Katie Corrigan  | Irlande         | 3      |
| 4    | Marine Ménager  | France          | 3      |
| 4    | Alyssa D'Inca   | Italie          | 3      |
| 9    | Quinze joueuses | Quinze joueuses | 2      |
| 24   | Sept joueuses   | Sept joueuses   | 1      |

## Feuilles de matchs

### Première journée

#### France - Irlande
(mt 17 - 3)
Joueuse du match :  Madoussou Fall
Points marqués :
France :
- 5 essais de Bourdon (3e), Ménager (32e), Fall (48e), Sochat (60e), Riffonneau (75e)
- 5 transformations de Queyroi (3e, 32e, 48e, 60e, 75e)
- 2 pénalités de Queyroi (39e)

Irlande :
- 2 essais de Wafer (70e), Dalton (77e)
- 2 transformations d'O'Brien (70e, 77e)
- 1 pénalité de Fowley (15e)

Arbitre :  Kat Roche
| France · Titulaires · Émilie Boulard 15 · Kelly Arbey 14 · Nassira Konde 13 · Gabrielle Vernier 12 · 43e Marine Ménager 11 · 71e Lina Queyroi 10 · 60e Pauline Bourdon 9 · Romane Ménager 8 · Gaëlle Hermet 7 · Charlotte Escudero 6 · 50e Madoussou Fall 5 · 66e Manae Feleu 4 · 64e Assia Khalfaoui 3 · 64eAgathe Sochat 2 · 55e Annaëlle Deshayes 1 · Remplaçants · 64e Élisa Riffonneau 16 · 55e Ambre Mwayembe 17 · 62e Clara Joyeux 18 · 66e Kiara Zago 19 · 50e Émeline Gros 20 · 60e Alexandra Chambon 21 · 71e Lina Tuy 22 · 43e Morgane Bourgeois 23 · Entraîneur · Gaëlle Mignot |  |  |  | Irlande · Titulaires · 15 Lauren Delany · 14 Katie Corrigan 66e · 13 Eve Higgins · 12 Aoife Dalton · 11 Béibhinn Parsons · 10 Nicole Fowley 40e · 9 Aoibheann Reilly 62e · 8 Brittany Hogan · 7 Edel McMahon 50e · 6 Aoife Wafer 76e · 5 Hannah O'Connor · 4 Dorothy Wall 55e · 3 Christy Haney · 2 Neve Jones · 1 Linda Djougang 76e · Remplaçants · 16 Sarah Delaney 76e · 17 Niamh O'Dowd 76e · 18 Sadhbh McGrath 62e · 19 Fiona Tuite 55e · 20 Grace Moore 50e · 21 Molly Scuffil-McCabe 62e · 22 Dannah O'Brien 40e · 23 Méabh Deely 66e · Entraîneur · Scott Bemand |

#### Pays de Galles - Écosse
(mt 6 - 10)
Joueuse du match :  Coreen Grant
Points marqués :
Galles :
- 2 essais de Tuipulotu (58e), Callender (78e)
- 1 transformation de Bevan (58e)
- 2 pénalités de Bevan (5e, 40e)

Écosse :
- 2 essais de Grant (6e), Lloyd (48e)
- 2 transformations de Nelson (6e, 48e)
- 2 pénalités de Nelson (15e, 73e)

Arbitre :  Clara Munarini
| Pays de Galles · Titulaires · Jenny Hesketh 15 · Jasmine Joyce 14 · Hannah Jones 13 · Kerin Lake 12 · 54e Nel Metcalfe 11 · Lleucu George 10 · 73e Keira Bevan 9 · Bethan Lewis 8 · Alex Callender 7 · 61e Alisha Butchers 6 · Abbie Fleming 5 · 40e Natalia John 4 · 66e Sisilia Tuipulotu 3 · 66e Kelsey Jones 2 · Gwenllian Pyrs 1 · Remplaçants · 66e Carys Phillips 16 · Abbey Constable 17 · 66e Donna Rose 18 · 40e Georgia Evans 19 · 61e Kate Williams 20 · 73e Sian Jones 21 · Niamh Terry 22 · 54e Carys Cox 23 · Entraîneur · Ioan Cunnigham (en) |  |  |  | Écosse · Titulaires · 15 Meryl Smith 75e · 14 Rhona Lloyd · 13 Emma Orr · 12 Lisa Thomson · 11 Coreen Grant · 10 Helen Nelson · 9 Caity Mattinson · 8 Evie Gallagher · 7 Alex Stewart · 6 Rachel Malcolm · 5 Sarah Bonar 68e · 4 Emma Wassell · 3 Christine Belisle 60e · 2 Lana Skeldon 61e · 1 Leah Bartlett 73e · Remplaçants · 16 Elis Martin 61e · 17 Molly Wright 73e · 18 Elliann Clarke 60e · 19 Louise McMillan 68e · 20 Eva Donaldson · 21 Mairi McDonald · 22 Shona Campbell · 23 Chloe Rollie 75e · Entraîneur · Bryan Easson |

#### Italie - Angleterre
(mt 0 - 10)
Joueuse du match :  Ellie Kildunne
Points marqués :
Italie : aucun
Angleterre :
- 8 essais de Botterman (30e), Ward (35e), Packer (44e), Kildunne (49e, 70e), Rowland (53e), Carson (60e), Powell (81e)
- 4 transformations de Harrison (50e, 54e, 61e), Aitchison (82e)

Arbitre :  Aurélie Groizeleau
| Italie · Titulaires · Vittoria Ostuni Minuzzi 15 · Aura Muzzo 14 · 13e Michela Sillari 13 · Beatrice Rigoni 12 · Alyssa D'Incà 11 · Veronica Madia 10 · 59e Sofia Stefan 9 · 62e Giulia Cavina 8 · 57e Francesca Sgorbini 7 · Isabella Locatelli 6 · 57e Sara Tounesi 5 · 54e Valeria Fedrighi 4 · 74e Sara Seye 3 · 59e Silvia Turani 2 · 59e Gaia Maris 1 · Remplaçants · 59e Laura Gurioli 16 · 59e Emanuela Stecca 17 · 62e Lucia Gai 18 · 57e Alessia Pilani 19 · 57e Giordana Duca 20 · 54e Alessandra Frangipani 21 · 80e Emma Stevanin 22 · 59e Francesca Granzotto 23 · Entraîneur · Giovanni Raineri (it) |  |  |  | Angleterre · Titulaires · 15 Ellie Kildunne · 14 Abby Dow · 13 Helena Rowland · 12 Emily Scarratt 50e · 11 Jess Breach · 10 Zoe Harrison 61e · 9 Lucy Packer 54e · 8 Sarah Beckett 10e · 7 Marlie Packer 59e · 6 Sadia Kabeya 59e · 5 Abbie Ward · 4 Zoe Aldcroft · 3 Kelsey Clifford 50e · 2 Lark Atkin-Davies 50e · 1 Hannah Botterman 50e · Remplaçants · 16 Connie Powell 50e · 17 Mackenzie Carson 50e · 18 Maud Muir 50e · 19 Maddie Feaunati 59e · 20 Alex Matthews 59e · 21 Natasha Hunt 54e · 22 Holly Aitchison 50e · 23 Megan Jones 61e · Entraîneur · John Mitchell |

### Deuxième journée

#### Écosse - France
(mt : 5 - 3)
Joueuse du match :  Romane Ménager
Points marqués :
Écosse : 
- 1 essai de Martin (34e)

France : 
- 2 essais d'Arbey (52e), Gros (81e)
- 1 transformation de Queyroi (82e)
- 1 pénalité de Queyroi (13e)

Arbitre :  Sara Cox
| Écosse · Titulaires · 51e Meryl Smith 15 · Rhona Lloyd 14 · Emma Orr 13 · Lisa Thomson 12 · Coreen Grant 11 · Helen Nelson 10 · 62e Caity Mattinson 9 · Evie Gallagher 8 · Alex Stewart 7 · Rachel Malcolm 6 · Louise McMillan 5 · Emma Wassell 4 · 62e Christine Belisle 3 · 51e Elis Martin 2 · 65e Leah Bartlett 1 · Remplaçants · 51e Molly Wright 16 · 65e Lisa Cockburn 17 · 62e Elliann Clarke 18 · Fiona McIntosh 19 · Eva Donaldson 20 · 62e Mairi McDonald 21 · Nicole Flynn 22 · 51e Chloe Rollie 23 · Entraîneur · Bryan Easson |  |  |  | France · Titulaires · 15 Émilie Boulard · 14 Kelly Arbey · 13 Nassira Konde · 12 Gabrielle Vernier 27e 37e · 11 Marine Ménager · 10 Lina Queyroi · 9 Pauline Bourdon Sansus 60e · 8 Romane Ménager · 7 Gaëlle Hermet 63e · 6 Axelle Berthoumieu 56e · 5 Madoussou Fall · 4 Manae Feleu · 3 Assia Khalfaoui 65e · 2 Agathe Sochat 70e · 1 Annaëlle Deshayes 51e · Remplaçants · 16 Manon Bigot 70e · 17 Ambre Mwayembe 51e · 18 Clara Joyeux 65e · 19 Charlotte Escudero 56e · 20 Émeline Gros 63e · 21 Alexandra Chambon 60e · 22 Lina Tuy · 23 Morgane Bourgeois 27e 37e · Entraîneur · Gaëlle Mignot |

#### Angleterre - Pays de Galles
(mt  24-3)
Joueuse du match :  Rosie Galligan
Points marqués :
Angleterre :
- 8 essais de Muir (7e), Aldcroft (14e), Botterman (23e), Atkin-Davies (41e), Kildunne (42e, 61e), Dow (45e), Galligan (57e)
- 3 transformations d'Aitchison (14e, 23e, 57e)

Pays de Galles :
- 1 essai de Bevan (53e)
- 1 transformation George (53e)
- 1 pénalité George (5e)

Arbitre :  Kat Roche
| Angleterre · Titulaires · Ellie Kildunne 15 · Abby Dow 14 · Megan Jones 13 · 65e Tatyana Heard 12 · 59e Jess Breach 11 · Holly Aitchison 10 · 65e Natasha Hunt 9 · Alex Matthews 8 · 59e Marlie Packer 7 · Sadia Kabeya 6 · Rosie Galligan 5 · 59e Zoe Aldcroft 4 · 52e Maud Muir 3 · 40e Lark Atkin-Davies 2 · 62e Hannah Botterman 1 · Remplaçants · 40e Connie Powell 16 · 62e Mackenzie Carson 17 · 52e Kelsey Clifford 18 · 59e Abbie Ward 19 · 59e Maddie Feaunati 20 · 65e Lucy Packer 21 · 65e Zoe Harrison 22 · 59e Sydney Gregson 23 · Entraîneur · John Mitchell |  |  |  | Pays de Galles · Titulaires · 15 Jenny Hesketh · 14 Jasmine Joyce · 13 Hannah Jones · 12 Kerin Lake 63e · 11 Carys Cox · 10 Lleucu George 70e · 9 Sian Jones 47e · 8 Bethan Lewis 40e · 7 Alex Callender · 6 Kate Williams 52e · 5 Georgia Evans · 4 Abbie Fleming · 3 Donna Rose 40e · 2 Carys Phillips 72e · 1 Gwenllian Pyrs 58e · Remplaçants · 16 Kelsey Jones 72e · 17 Abbey Constable 58e · 18 Sisilia Tuipulotu 40e · 19 Natalia John 52e · 20 Alisha Butchers 40e · 21 Keira Bevan 47e · 22 Kayleigh Powell 70e · 23 Nel Metcalfe 63e · Entraîneur · Ioan Cunningham (en) |

#### Irlande - Italie
(mt  7 - 15)
Joueuse du match :  Vittoria Vecchini
Points marqués :
Irlande :
- 3 essais de pénalité (8e), Jones (62e), Corrigan (79e)
- 3 transformations de pénalité (8e), d'O'Brien (62e, 79e)

Italie :
- 4 essais de Vecchini (25e, 57e), Fedrighi (33e), Muzzo (69e)
- 2 transformations de Rigoni (33e, 57e)
- 1 pénalité Rigoni (40e)

Arbitre :  Hollie Davidson
| Irlande · Titulaires · 35e Lauren Delany 15 · Katie Corrigan 14 · Eve Higgins 13 · Enya Breen 12 · Béibhinn Parsons 11 · Dannah O'Brien 10 · 58e Aoibheann Reilly 9 · Brittany Hogan 8 · Aoife Wafer 7 · 54e Grace Moore 6 · Samantha Monaghan 5 · 66e Dorothy Wall 4 · 62e Christy Haney 3 · Neve Jones 2 · 76e Linda Djougang 1 · Remplaçants · Sarah Delaney 16 · 76e Niamh O'Dowd 17 · 62e Sadhbh McGrath 18 · 54e Fiona Tuite 19 · 66e Eimear Corri 20 · 58e Molly Scuffil-McCabe 21 · 35e Nicole Fowley 22 · 58e Aoife Dalton 23 · Entraîneur · Scott Bemand |  |  |  | Italie · Titulaires · 15 Vittoria Ostuni Minuzzi · 14 Aura Muzzo · 13 Beatrice Rigoni · 12 Emma Stevanin · 11 Alyssa D'Incà · 10 Veronica Madia 73e · 9 Sofia Stefan · 8 Ilaria Arrighetti 76e · 7 Francesca Sgorbini 11e · 6 Sara Tounesi 70e · 5 Giordana Duca · 4 Valeria Fedrighi · 3 Sara Seye 73e · 2 Vittoria Vecchini 79e · 1 Silvia Turani 14e · Remplaçants · 16 Laura Gurioli 79e · 17 Gaia Maris 14e · 18 Lucia Gai 73e · 19 Isabella Locatelli 70e · 20 Beatrice Veronese 11e · 21 Alessandra Frangipani 76e · 22 Francesca Granzotto 73e · 23 Beatrice Capomaggi · Entraîneur · Giovanni Raineri (it) |

### Troisième journée

#### Écosse - Angleterre
(mt : 0 - 17)
Joueuse du match :  Ellie Kildunne
Points marqués :
Écosse : aucun
Angleterre : 
- 8 essais de Cokayne (6e), Dow (11e), Kildunne (33e, 64e), Kabeya (43e), Breach (50e, 58e), Packer, 43e)

- 3 transformations de Aitchison (33e, 43e, Harrison (72e)

Arbitre :  Clara Munarini
| Écosse · Titulaires · Chloe Rollie 15 · Rhona Lloyd 14 · Emma Orr 13 · 40e Meryl Smith 12 · 32e Coreen Grant 11 · Helen Nelson 10 · 56e Caity Mattinson 9 · Evie Gallagher 8 · Alex Stewart 7 · 56e Rachel Malcolm 6 · Louise McMillan 5 · 52e Fiona McIntosh 4 · 52e Christine Belisle 3 · 59e Lana Skeldon 2 · 52e Leah Bartlett 1 · Remplaçants · 59e Elis Martin 16 · 52e Molly Wright 17 · 52e Elliann Clarke 18 · 50e Eva Donaldson 19 · 56e Rachel McLachlan 20 · 56e Mairi McDonald 21 · 40e Lisa Thomson 22 · 32e Francesca McGhie 23 · Entraîneur · Bryan Easson |  |  |  | Angleterre · Titulaires · 15 Ellie Kildunne · 14 Abby Dow · 13 Megan Jones 71e · 12 Tatyana Heard 65e · 11 Jess Breach · 10 Holly Aitchison · 9 Natasha Hunt 65e · 8 Alex Matthews 59e · 7 Sadia Kabeya 59e · 6 Zoe Aldcroft · 5 Abbie Ward · 4 Rosie Galligan 56e · 3 Maud Muir 56e · 2 Amy Cokayne 28e à 38e 54e · 1 Hannah Botterman 56e · Remplaçants · 16 Connie Powell 56e · 17 Mackenzie Carson 56e · 18 Kelsey Clifford 56e · 19 Maddie Feaunati 59e · 20 Marlie Packer 59e · 21 Lucy Packer 65e · 22 Zoe Harrison 65e · 23 Sydney Gregson 71e · Entraîneur · John Mitchell |

#### Irlande - Pays de Galles
(mt : 21 - 0)
Joueuse du match :  Aoife Wafer
Points marqués :
Irlande : 
- 5 essais de Wafer (13e), Higgins (19e), Jones (25e), Corrigan (41e), Parsons (59e)
- 4 transformation d'O'Brien (13e, 19e, 25e, 59e)
- 1 pénalité d'O'Brien (59e)

Pays de Galles : 
- 1 essai d'Hopkins (65e)

Arbitre :  Sara Cox
| Irlande · Titulaires · Lauren Delany 15 · Katie Corrigan 14 · Eve Higgins 13 · 54e Enya Breen 12 · Béibhinn Parsons 11 · Dannah O'Brien 10 · 54e Aoibheann Reilly 9 · 56e Brittany Hogan 8 · 66e Edel McMahon 7 · 74e Aoife Wafer 6 · 49e Samantha Monaghan 5 · Dorothy Wall 4 · 63e Christy Haney 3 · 51e Neve Jones 2 · 63e Linda Djougang 1 · Remplaçants · 51e Cliodhna Moloney 16 · 63e Niamh O'Dowd 17 · 63e Sadhbh McGrath 18 · 48e Fiona Tuite 19 · 56e Shannon Ikahihifo 20 · 54e Molly Scuffil-McCabe 21 · 66e Nicole Fowley 22 · 54e Aoife Dalton 23 · Entraîneur · Scott Bemand |  |  |  | Pays de Galles · Titulaires · 15 Jenny Hesketh · 14 Jasmine Joyce · 13 Hannah Jones · 12 Kerin Lake 32e · 11 Carys Cox · 10 Lleucu George 60e · 9 Keira Bevan 51e · 8 Bethan Lewis 28e · 7 Alex Callender · 6 Alisha Butchers · 5 Georgia Evans · 4 Abbie Fleming 60e · 3 Sisilia Tuipulotu 58e · 2 Carys Phillips 51e · 1 Gwenllian Pyrs 58e · Remplaçants · 16 Molly Reardon 51e · 17 Abbey Constable 58e · 18 Donna Rose 58e · 19 Natalia John 28e · 20 Gwennan Hopkins 60e · 21 Sian Jones 51e · 22 Kayleigh Powell 60e · 23 Courtney Keight 32e · Entraîneur · Ioan Cunningham (en) |

#### France - Italie
(mt : 26 - 3)
Joueuse du match :  Assia Khalfaoui
Points marqués :
France : 
- 6 essais de Konde (2e), Deshayes (23e), Escudero (31e), Llorens (38e), Khalfaoui (44e), Fall (63e)
- 4 transformations de Queyroi (2e, 23e, 31e, 44e)

Italie : 
- 2 essais de D'Inca (55e, 77e),
- 1 transformation de Rigoni (55e)
- 1 pénalité de Rigoni (22e)

Arbitre :  Joy Neville
| France · Titulaires · Émilie Boulard 15 · 53e Marine Ménager 14 · Nassira Konde 13 · Gabrielle Vernier 12 · 69e Mélissande Llorens 11 · 63e 69e Lina Queyroi 10 · 50e Pauline Bourdon 9 · 55e Romane Ménager 8 · 66e Émeline Gros 7 · Charlotte Escudero 6 · Madoussou Fall 5 · Manae Feleu 4 · 62e Assia Khalfaoui 3 · 62e Agathe Sochat 2 · 50e Annaëlle Deshayes 1 · Remplaçants · 62e Élisa Riffonneau 16 · 50e Ambre Mwayembe 17 · 62e Clara Joyeux 18 · 66e Gaëlle Hermet 19 · 55e Teani Feleu 20 · 50e Alexandra Chambon 21 · 63e Lina Tuy 22 · 53e Morgane Bourgeois 23 · Entraîneur · Gaëlle Mignot |  |  |  | Italie · Titulaires · 15 Vittoria Ostuni Minuzzi · 14 Aura Muzzo · 13 Beatrice Rigoni 66e · 12 Emma Stevanin · 11 Alyssa D'Incà · 10 Veronica Madia 52e · 9 Sofia Stefan · 8 Ilaria Arrighetti 59e · 7 Isabella Locatelli · 6 Sara Tounesi 29e à 39e 69e · 5 Giordana Duca 66e · 4 Valeria Fedrighi · 3 Sara Seye 53e · 2 Vittoria Vecchini 62e · 1 Gaia Maris 53e · Remplaçants · 16 Laura Gurioli 62e · 17 Emanuela Stecca 53e · 18 Lucia Gai 53e · 19 Alessia Pilani 69e · 20 Beatrice Veronese 59e · 21 Alessandra Frangipani 68e · 22 Francesca Granzotto 52e · 23 Beatrice Capomaggi 66e · Entraîneur · Giovanni Raineri (it) |

### Quatrième journée

#### Angleterre - Irlande
(mt 38 - 3)
Joueuse du match :  Ellie Kildunne
Points marqués :
Angleterre :
- 14 essais de Dow (6e, 35e, 64e), Hunt (9e), Jones (12e, 58e), Aldcroft (18e), Kildunne (29e, 68e, 71e), Breach (43e, 71e), Kabeya (48e), Feaunati (77e)
- 8 transformations d'Aitchison (9e, 12e, 18e, 29e, 48e, 58e, 64e, 68e, 71e)

Irlande:
- 1 essai de pénalité (56e)
- 1 transformation (56e)
- 1 pénalité d'O'Brien (24e)

,
Arbitre :  Aurélie Groizeleau
| Angleterre · Titulaires · Ellie Kildunne 15 · Abby Dow 14 · 67e Megan Jones 13 · 62e Tatyana Heard 12 · Jessica Breach 11 · Holly Aitchison 10 · 49e Natasha Hunt 9 · Alex Matthews 8 · 60e Marlie Packer 7 · Sadia Kabeya 6 · Rosie Galligan 5 · Zoe Aldcroft 4 · 49e Maud Muir 3 · 34e Lark Atkin-Davies 2 · 44e Hannah Botterman 1 · Remplaçants · 34e Connie Powell 16 · 44e Mackenzie Carson 17 · 49e 75e Kelsey Clifford 18 · 75e Lizzie Hanlon 19 · 60e Maddie Feaunati 20 · 49e 55e à 65e Lucy Packer 21 · 62e Emily Scarratt 22 · 67e Sydney Gregson 23 · Entraîneur · John Mitchell |  |  |  | Irlande · Titulaires · 15 Lauren Delany 40e · 14 Katie Corrigan · 13 Eve Higgins · 12 Aoife Dalton · 11 Béibhinn Parsons · 10 Dannah O'Brien · 9 Aoibheann Reilly 59e · 8 Brittany Hogan 55e · 7 Edel McMahon · 6 Aoife Wafer · 5 Hannah O'Connor 44e · 4 Dorothy Wall 44e · 3 Christy Haney 48e · 2 Neve Jones 44e · 1 Linda Djougang 61e · Remplaçants · 16 Cliodhna Moloney 44e · 17 Niamh O'Dowd 48e · 18 Sadhbh McGrath 61e · 19 Fiona Tuite 44e · 20 Shannon Ikahihifo 55e · 21 Molly Scuffil-McCabe 59e · 22 Enya Breen 40e · 23 Méabh Deely 40e · Entraîneur · Scott Bemand |

#### Italie - Écosse
(mt 7 - 7)
Joueuse du match :  Lana Skeldon
Points marqués :
Italie : 
- 1 essai de D'Incà (32e)
- 1 transformation de Rigoni (33e)
- 1 pénalité de Rigoni (74e)

Écosse :
- 3 essais de Skeldon (36e), Orr (64e), Rollie (69e)
- 1 transformation de Nelson (38e)

Arbitre :  Maggie Cogger-Orr
| Italie · Titulaires · Vittoria Ostuni Minuzzi 15 · Aura Muzzo 14 · Alyssa D'Incà 13 · Beatrice Rigoni 12 · Francesca Granzotto 11 · Veronica Madia 10 · Sofia Stefan 9 · 56e Elisa Giordano 8 · 71e Francesca Sgorbini 7 · Ilaria Arrighetti 6 · Giordana Duca 5 · Sara Tounesi 4 · 70e Sara Seye 3 · Vittoria Vecchini 2 · 56e Silvia Turani 1 · Remplaçants · Laura Gurioli 16 · 56e Gaia Maris 17 · 70e Lucia Gai 18 · 56e Valeria Fedrighi 19 · 71e Isabella Locatelli 20 · Beatrice Veronese 2 · Sara Mannini 22 · Beatrice Capomaggi 23 · Entraîneur · Giovanni Raineri (it) |  |  |  | Écosse · Titulaires · 15 Chloe Rollie · 14 Rhona Lloyd · 13 Emma Orr · 12 Lisa Thomson · 11 Francesca McGhie · 10 Helen Nelson · 9 Caity Mattinson 58e · 8 Evie Gallagher · 7 Alex Stewart 61e · 6 Rachel Malcolm · 5 Louise McMillan · 4 Eva Donaldson 69e · 3 Christine Belisle 51e · 2 Lana Skeldon 73e · 1 Molly Wright 51e · Remplaçants · 16 Elis Martin 73e · 17 Leah Bartlett 51e · 18 Elliann Clarke 51e · 19 Fiona McIntosh 69e · 20 Rachel McLachlan 61e · 21 Mairi McDonald 58e · 22 Meryl Smith · 23 Coreen Grant · Entraîneur · Bryan Easson |

#### Pays de Galles - France
(mt 0 - 19)
Joueuse du match :  Annaëlle Deshayes
Points marqués :
Galles : Aucun
France :
- 6 essais de Deshayes (11e), Grisez (16e, 79e), Ménager (31e), Vernier (45e), M.Feleu (58e)
- 5 transformations de Queyroi (12e, 18e, 46e, 60e), Bourgeois (80e)

Arbitre :  Hollie Davidson
| Pays de Galles · Titulaires · Kayleigh Powell 15 · Catherine Richards 14 · Hannah Jones 13 · 64e Carys Cox 12 · 45e Courtney Keight 11 · Lleucu George 10 · 48e Sian Jones 9 · Georgia Evans 8 · Alex Callender 7 · Alisha Butchers 6 · 59e Abbie Fleming 5 · 45e Natalia John 4 · 59e Sisilia Tuipulotu 3 · 59e Carys Phillips 2 · 59e Gwenllian Pyrs 1 · Remplaçants · 59e Molly Reardon 16 · 59e Abbey Constable 17 · 59e Donna Rose 18 · 59e Kate Williams 19 · 45e Gwennan Hopkins 20 · 48e Keira Bevan 21 · 64e Mollie Wilkinson 22 · 45e Jasmine Joyce 23 · Entraîneur · Ioan Cunnigham (en) |  |  |  | France · Titulaires · 15 Émilie Boulard 71e · 14 Joanna Grisez · 13 Chloé Jacquet 83e à 85e · 12 Gabrielle Vernier · 11 Anne-Cécile Ciofani 1e à 11e · 10 Lina Queyroi 67e · 9 Pauline Bourdon Sansus 60e · 8 Teani Feleu · 7 Émeline Gros 52e · 6 Romane Ménager 64e · 5 Charlotte Escudero · 4 Manae Feleu 64e 74e · 3 Assia Khalfaoui 63e à 73e 74e · 2 Agathe Sochat 52e · 1 Annaëlle Deshayes 55e · Remplaçants · 16 Élisa Riffonneau 52e · 17 Ambre Mwayembe 55e · 18 Clara Joyeux 64e 74e 74e · 19 Madoussou Fall 64e · 20 Gaëlle Hermet 52e · 21 Alexandra Chambon 60e · 22 Lina Tuy 67e · 23 Morgane Bourgeois 71e · Entraîneur · Gaëlle Mignot |

### Cinquième journée

#### Pays de Galles - Italie
(mt 5 - 10)
Joueuse du match :  Gwenllian Pyrs
Points marqués :
Galles : 
- 3 essais de Phillips (16e), Pyrs (44e), Tuipulotu (78e)
- 2 transformations de Bevan (45e), George (79e)
- 1 pénalité de Bevan (52e)

Italie:
- 3 essais de Minuzzi (18e), Granzotto (56e), Stevanin (70e)
- 1 transformation de Rigoni (19e)
- 1 pénalité de Rigoni (39e)

Arbitre :  Aimee Barrett-Theron
| Pays de Galles · Titulaires · Jenny Hesketh 15 · Lisa Neumann 14 · Hannah Jones 13 · Hannah Bluck 12 · Carys Cox 11 · Lleucu George 10 · 74e Keira Bevan 9 · Georgia Evans 8 · Alex Callender 7 · Alisha Butchers 6 · 70e Abbie Fleming 5 · 58e Natalia John 4 · Sisilia Tuipulotu 3 · 61e Carys Phillips 2 · 67e Gwenllian Pyrs 1 · Remplaçants · 61e Kelsey Jones 16 · Abbey Constable 17 · 67e Donna Rose 18 · 58e Kate Williams 19 · 70e Gwennan Hopkins 20 · 74e Sian Jones 21 · Niamh Terry 22 · Nel Metcalfe 23 · Entraîneur · Ioan Cunnigham (en) |  |  |  | Italie · Titulaires · 15 Beatrice Capomaggi 51e · 14 Aura Muzzo · 13 Alyssa D'Incà · 12 Beatrice Rigoni · 11 Vittoria Ostuni Minuzzi · 10 Emma Stevanin 80+2e à 90+2e · 9 Sofia Stefan · 8 Elisa Giordano · 7 Francesca Sgorbini 74e · 6 Ilaria Arrighetti · 5 Giordana Duca · 4 Sara Tounesi 59e · 3 Sara Seye 40e · 2 Vittoria Vecchini · 1 Silvia Turani · Remplaçants · 16 Laura Gurioli · 17 Gaia Maris · 18 Lucia Gai 40e · 19 Valeria Fedrighi 59e · 20 Isabella Locatelli 70e · 21 Beatrice Veronese · 22 Veronica Madia · 23 Francesca Granzotto 51e · Entraîneur · Giovanni Raineri (it) |

#### Irlande - Écosse
(mt 0 - 5)
Joueuse du match :  Brittany Hogan
Points marqués :
Irlande :
- 2 essais de Corrigan (42e), Moloney (59e)
- 1 transformation d'O'Brien (60e)
- 1 pénalité d'O'Brien (75e)

Écosse:
- 2 essais de Martin (8e), Thomson (50e)
- 1 transformation de Nelson (52e)

Arbitre :  Natarsha Ganley
| Irlande · Titulaires · Méabh Deely 15 · Katie Corrigan 14 · Eve Higgins 13 · Enya Breen 12 · Béibhinn Parsons 11 · Dannah O'Brien 10 · Aoibheann Reilly 9 · Brittany Hogan 8 · 71e Edel McMahon 7 · Aoife Wafer 6 · Samantha Monaghan 5 · Dorothy Wall 4 · 40e Christy Haney 3 · 45e Neve Jones 2 · Linda Djougang 1 · Remplaçants · 45e Cliodhna Moloney 16 · 40e Niamh O'Dowd 17 · Sadhbh McGrath 18 · Fiona Tuite 19 · 71e Shannon Ikahihifo 20 · Molly Scuffil-McCabe 21 · Aoife Dalton 22 · Katie Heffernan 23 · Entraîneur · Scott Bemand |  |  |  | Écosse · Titulaires · 15 Meryl Smith · 14 Coreen Grant · 13 Emma Orr · 12 Lisa Thomson · 11 Francesca McGhie · 10 Helen Nelson · 9 Caity Mattinson 11e · 8 Evie Gallagher · 7 Alex Stewart 58e · 6 Rachel Malcolm · 5 Louise McMillan 58e · 4 Emma Wassell · 3 Christine Belisle 47e · 2 Lana Skeldon 62e · 1 Molly Wright 62e · Remplaçants · 16 Elis Martin 62e · 17 Leah Bartlett 62e · 18 Elliann Clarke 47e · 19 Eva Donaldson 58e · 20 Rachel McLachlan 58e · 21 Mairi McDonald 11e · 22 Cieron Bell · 23 Nicole Flynn · Entraîneur · Bryan Easson |

#### France - Angleterre
(mt 14 - 35)
Joueuse du match :  Alex Matthews
Points marqués :
France :
- 3 essais de Vernier (18e), M.Ménager (27e, 71e)
- 3 transformations de Queyroi (18e, 27e, 71e)

Angleterre:
- 6 essais de Muir (6e), Matthews (12e, 74e), Jones (24e), Packer (32e), Cokayne (40e+2)
- 6 transformations d'Aitchison (6e, 12e, 24e, 32e, 40e+2, 74e)

Arbitre :  Maggie Cogger-Orr
| France · Titulaires · 61e Émilie Boulard 15 · Anne-Cécile Ciofani 14 · Nassira Konde 13 · Gabrielle Vernier 12 · Marine Ménager 11 · Lina Queyroi 10 · 73e Pauline Bourdon 9 · Romane Ménager 8 · 73e Gaëlle Hermet 7 · Charlotte Escudero 6 · 68e Madoussou Fall 5 · 45e Manae Feleu 4 · 53e Assia Khalfaoui 3 · 70e Agathe Sochat 2 · 55e Annaëlle Deshayes 1 · Remplaçants · 70e Élisa Riffonneau 16 · 55e Ambre Mwayembe 17 · 45e Clara Joyeux 18 · 63e Teani Feleu 19 · 68e Émeline Gros 20 · 73e Alexandra Chambon 21 · Axelle Berthoumieu 22 · 61e Chloé Jacquet 23 · Entraîneur · Gaëlle Mignot |  |  |  | Angleterre · Titulaires · 15 Ellie Kildunne · 14 Abby Dow · 13 Megan Jones · 12 Tatyana Heard 70e · 11 Jess Breach 79e · 10 Holly Aitchison · 9 Natasha Hunt 68e · 8 Alex Matthews · 7 Marlie Packer 73e · 6 Sadia Kabeya · 5 Morwenna Talling 44e · 4 Zoe Aldcroft · 3 Maud Muir 79e · 2 Amy Cokayne 65e · 1 Hannah Botterman 65e · Remplaçants · 16 Connie Powell 65e · 17 Mackenzie Carson 65e · 18 Kelsey Clifford 79e · 19 Abbie Ward 44e · 20 Maddie Feaunati 73e · 21 Lucy Packer 68e · 22 Emily Scarratt 70e · 23 Sydney Gregson 79e · Entraîneur · John Mitchell |

## Diffusion TV
- France : France Télévisions dispose des droits en 2024.